# Alberto Etchepare
Alberto Etchepare (Montevideo, 1911- Montevideo, 1966) fue un escritor y periodista uruguayo, que escribió muchos de sus artículos bajo el seudónimo El Ujier Urgido.

## Biografía
Sus padres fueron Luis Etchepare y Magdalena Silva, se casó con María Esther Arce y tuvo un hijo llamado Fidel.
Comenzó trabajando en el diario El Sol en 1931. Después pasó por La República en 1933, por El País entre 1937 y 1939, La Razón 1941-43, Peloduro entre 1943 y 1953, Mundo Uruguayo (1940-47), el semanario Marcha 1947-57, La Tribuna Popular (1947-59), y la publicación humorística El Tero imprudente (1954-56).
Fue corresponsal de prensa durante la Guerra civil española desde 1936.
Además de su seudónimo más conocido El Ujier Urgido utilizaba también Plácido Barlovento.
Ganador del concurso “S.A.S”, que premió un texto suyo de tema humorístico (1957) con el que realizó un viaje por varios países de Europa.

## Obras
- Don Quijote fusilado - 1940
- La revolución cubana - 1961
- Un otoño Sin Mónica - 1964
- Podeme Madelón - 1965